# (231) Vindobona
(231) Vindobona ist ein Asteroid des äußeren Hauptgürtels, der am 10. September 1882 vom österreichischen Astronomen Johann Palisa an der Universitätssternwarte Wien entdeckt wurde.
Der Asteroid wurde benannt nach Wien, dem Entdeckungsort. Vindobona ist der lateinische Name von Wien. Die Benennung erfolgte durch die Teilnehmer der Wiener Tagung der Astronomischen Gesellschaft im September 1883.

## Wissenschaftliche Auswertung
Aus Ergebnissen der IRAS Minor Planet Survey (IMPS) wurden 1992 Angaben zu Durchmesser und Albedo für zahlreiche Asteroiden abgeleitet, darunter auch (231) Vindobona, für die damals Werte von 82,3 km bzw. 0,05 erhalten wurden. Eine Auswertung von Beobachtungen durch das Projekt NEOWISE im nahen Infrarot führte 2011 zu vorläufigen Werten für den Durchmesser und die Albedo im sichtbaren Bereich von 74,6 km bzw. 0,07. Nach neuen Messungen mit NEOWISE wurden die Werte 2014 auf 73,5 km bzw. 0,07 korrigiert. Nach der Reaktivierung von NEOWISE im Jahr 2013 und Registrierung neuer Daten wurden die Werte 2015 zunächst mit 75,1 km bzw. 0,04 angegeben und dann 2016 korrigiert zu 72,6 km bzw. 0,04, diese Angaben beinhalten aber alle hohe Unsicherheiten.
Photometrische Messungen des Asteroiden fanden erstmals statt vom 26. September bis 4. Oktober 1997 an der Außenstation Fracastoro des Osservatorio Astrofisico di Catania in Italien. Aus der aufgezeichneten lückenhaften Lichtkurve wurde zunächst auf eine am besten passende Rotationsperiode von 5,547 h geschlossen. Nach neuen Beobachtungen vom 19. September bis 1. November 2012 am Organ Mesa Observatory in New Mexico wurde jedoch ein verbesserter Wert von 14,245 h bestimmt.
Mit einer Auswertung photometrischer Daten des Lowell-Observatoriums und des Gaia DR2-Katalogs konnte im Jahr 2019 mit der Methode der konvexen Inversion für ein dreidimensionales Gestaltmodell des Asteroiden eine Lösung für die räumliche Lage der Rotationsachse mit prograder Rotation und eine Periode von 14,24470 h bestimmt werden.
Zwischen 2012 und 2018 wurden mit der All-Sky Automated Survey for Supernovae (ASAS-SN) auch photometrische Daten von 20.000 Asteroiden aufgezeichnet. Auf mehr als 5000 davon konnte erfolgreich die Methode der konvexen Inversion angewendet werden, darunter auch (231) Vindobona, für die in einer Untersuchung von 2021 ein verbessertes dreidimensionales Gestaltmodell für zwei alternative Rotationsachsen mit prograder Rotation und einer Periode von 14,2447 h berechnet wurde. Im Jahr 2023 wurde aus photometrischen Messungen von Gaia DR3 erneut ein dreidimensionales Gestaltmodell des Asteroiden für zwei alternative Rotationsachsen mit prograder Rotation und einer Periode von 14,2450 h berechnet.